# Marie Bonaparte
Marie Bonaparte hercegnő, férjezett Mária görög és dán királyi hercegné (franciául: Princesse Marie Bonaparte, görögül: Πριγκίπισσα Μαρία Βοναπάρτη; Saint-Cloud, 1882. július 2. – Saint-Tropez, 1962. szeptember 21.) a Bonaparte-házból származó francia hercegnő, Canino és Musignano hercegnője, házassága révén görög és dán királyi hercegné, Sigmund Freud barátjaként pszichoanalitikus.

## Élete

### Származása és házassága
Marie hercegnő 1882-ben született Roland Bonaparte és Marie Félix Blanc egyetlen leányaként. Apai dédapja Lucien Bonaparte, I. Napóleon császár fivére volt, míg édesapja Canino és Musignano hercegi címét viselte. Édesanyja polgári családból származott; Marie Félix apja, François Blanc virágoztatta fel a monte-carlói kaszinót, ily módon nagy vagyonra téve szert. Marie Félix nem sokkal leánya világra jötte után embólia következtében elhunyt. A hercegnőt így jórészt anyai nagymamája nevelte fel.

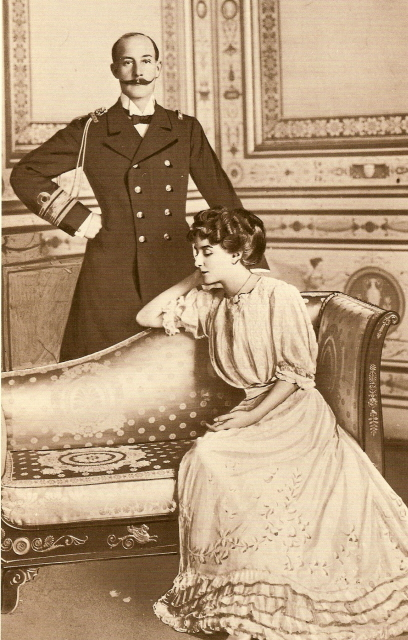
A hercegi pár: Marie és György

1907. november 21-én Párizsban a hercegnő polgári esküvőn feleségül ment György görög királyi herceghez. Az egyházi szertartásra Athénban került sor december 12-én. A friggyel Marie görög és dán királyi hercegnéi rangot kapott, és felvette a Mária görög és dán királyi hercegné címet. A házaspárnak két gyermeke született:
- Péter herceg (1908–1980)
- Eugénia hercegnő (1910–1988).

Marie valójában nem származott királyi vérből, hiszen édesanyja polgári család gyermeke volt, ráadásul a Bonaparték felemelkedésük előtt egyszerű korzikai parasztcsalád voltak. A frigyet ennek ellenére nem nyilvánították rangon alulinak, amiben valószínűleg szerepet játszott Marie családjának hatalmas vagyona. György és Marie családi élete eleinte boldogtalannak bizonyult: a herceg feltehetően homoszexuális hajlamokkal, míg Marie kiterjedt baráti körrel rendelkezett, akikkel sokkal szívesebb töltötte az idejét, mint férjével. 1912-től kezdve a család felváltva lakott Athénban, Párizsban, Bernstorffban és György gyermekkori jóbarátjánál, Valdemár dán hercegnél. Kapcsolatuk gyermekeik születésekor valamelyest elmélyült, életük végéig szoros barátságban álltak.

### Kapcsolata Freuddal

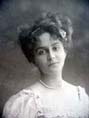
Marie hercegnő

1917-ben a királyi család több tagja is száműzetésbe kényszerült. György és Marie a gyermekeikkel Párizsba költözek. Marie a száműzött családtagok legjelentősebb támogatójának bizonyult, sokan az ő párizsi otthonában leltek menedékre.
Marie hercegnő először házaséleti problémái miatt kereste fel Sigmund Freudot 1925-ben. Szoros barátság szövődött kettejük között, s Freud hatására Marie maga is a pszichoanalízis egyik nagy hívévé és úttörőjévé vált. Egészen haláláig pszichoanalistaként dolgozott, ő alapította meg 1926-ban Franciaország első, pszichoanalízissel foglalkozó intézményét (Société Psychoanalytique de Paris SPP). Mikor a második világháború előtt a nácik megszállták Ausztriát, Marie fizetett azért, hogy Freud és családja el tudja hagyni az országot. A Freud család Londonba repült, ám rövid időn belül elhunyt a régóta beteg Freud.
A hercegi család továbbra is Franciaországban lakott, ám az ország megszállása után Görögországba menekültek. 1941 februárjában innét is távozniuk kellett; előbb Kréta szigetére, később Egyiptomba, végül Dél-Afrikába. Leghamarabb 1944 októberében tértek vissza Európába, majd 1945-ben végleg hazaköltöztek a kontinensre. Megint Párizsban találtak otthonra, de rendszereses utaztak: Marie több előadást is tartott a pszichoanalízisről, többek között Kanadában és az Egyesült Államokban is. A hercegnő továbbá jelentős anyagi támogatásban részesítette Róheim Gézát, 1928-as etnológiai tanulmányútja költségeit például teljes mértékben a hercegnő vállalta.
Freud több tanítványával is viszonyt folytatott, többek között Rudolph Loewensteinnel és Aristide Briand-nal, Franciaország miniszterelnökével.

### Halála, emlékezete
1957. november 21-én Marie és György herceg megünnepelték az aranylakodalmukat, melyen részt vett a teljes királyi család. György herceg négy nappal később elhunyt, így Marie özvegyen maradt. 1962. szeptember 21-én hunyt el leukémia következtében Saint-Tropez-ben. Testét Marseille-ben hamvasztották el, maradványait férje mellett, a Tatoin található görög királyi temetkezési helyen temették el.
2004-ben életét és kapcsolatát Freuddal a Princesse Marie  (magyarul: A hercegnő és Freud) című filmben dolgozták fel. A művet Benoît Jacquot rendezte, Marie hercegnőt Catherine Deneuve, Freudot pedig Heinz Bennent alakította.

## Munkássága
- Topsy (1940)
- Edgar Allan Poe élete és munkássága (1949)
- Five Copy Books (1952)
- Feminine Sexuality (1953)